# NGC 3064
NGC 3064 је спирална галаксија у сазвежђу Секстант која се налази на NGC листи објеката дубоког неба.
Деклинација објекта је - 6° 21' 51" а ректасцензија 9h 55m 41,4s. Привидна величина (магнитуда) објекта NGC 3064 износи 14,1 а фотографска магнитуда 14,9. NGC 3064 је још познат и под ознакама MCG -1-26-1, PGC 28638.